# NGC 3270
NGC 3270 је спирална галаксија у сазвежђу Лав која се налази на NGC листи објеката дубоког неба.
Деклинација објекта је + 24° 52' 10" а ректасцензија 10h 31m 30,0s. Привидна величина (магнитуда) објекта NGC 3270 износи 13,0 а фотографска магнитуда 13,8. NGC 3270 је још познат и под ознакама UGC 5711, MCG 4-25-29, CGCG 124-34, KARA 423, IRAS 10287+2507, PGC 31059.